# Sitticus uphami
Sitticus uphami är en spindelart som beskrevs av Peckham, Peckham 1903. Sitticus uphami ingår i släktet Sitticus och familjen hoppspindlar. Inga underarter finns listade i Catalogue of Life.